# José Julián de la Cuesta
José Julián de la Cuesta Herrera (Medellín, Colombia; 10 de febrero de 1983) es un exfutbolista hispano-colombiano. Jugaba de defensa y se retiró en el Deportivo Pasto de Colombia.

## Selección nacional
Ha sido internacional con la Selección de fútbol de Colombia de 2005 a 2006, ha jugado 21 partidos internacionales y ha anotado 1 gol, participando en la Copa Oro 2005.

### Participaciones enCopas del Mundo
| Mundial                     | Sede                   | Resultado    | PJ | GA | Asis |
| --------------------------- | ---------------------- | ------------ | -- | -- | ---- |
| Copa Mundial Sub-20 de 2003 | Emiratos Árabes Unidos | Tercer lugar | 7  | 1  | 0    |

### Participaciones enCopas Oro
| Torneo        | Sede           | Resultado   | PJ | GA | Asis |
| ------------- | -------------- | ----------- | -- | -- | ---- |
| Copa Oro 2005 | Estados Unidos | Semifinales | 5  | 0  | 0    |

## Clubes
| Club              | País     | Año         | Partidos | Goles |
| ----------------- | -------- | ----------- | -------- | ----- |
| Atlético Nacional | Colombia | 1998 - 2002 | 7        | 5     |
| Austria Viena     | Austria  | 2002 - 2003 | 12       | 0     |
| Cádiz             | España   | 2003 - 2006 | 38       | 3     |
| Real Valladolid   | España   | 2006 - 2007 | 10       | 2     |
| Cádiz             | España   | 2007 - 2010 | 46       | 3     |
| Albacete          | España   | 2010 - 2011 | 28       | 1     |
| Santa Fe          | Colombia | 2014 - 2015 | 51       | 2     |
| Once Caldas       | Colombia | 2016 - 2017 | 19       | 3     |
| Deportivo Pasto   | Colombia | 2017 - 2018 | 14       | 0     |

## Palmarés
| Título                | Club              | País     | Año  |
| --------------------- | ----------------- | -------- | ---- |
| Primera División      | Atlético Nacional | Colombia | 1999 |
| Torneo Finalización   | Santa Fe          | Colombia | 2014 |
| Superliga de Colombia | Santa Fe          | Colombia | 2015 |

### Copas internacionales
| Título          | Club              | País     | Año  |
| --------------- | ----------------- | -------- | ---- |
| Copa Merconorte | Atlético Nacional | Colombia | 1998 |
| Copa Merconorte | Atlético Nacional | Colombia | 2000 |